# Joel Robles
Joel Robles Blázquez (ur. 17 czerwca 1990 w Getafe) – hiszpański piłkarz, grający na pozycji bramkarza w portugalskim klubie Estoril Praia.  
Wychowanek Atletico Madryt. W swojej karierze występował również m.in. w takich klubach jak: Real Betis, Everton, Leeds United czy Rayo Vallecano. Były młodzieżowy reprezentant Hiszpanii. 

## Kariera klubowa
Karierę rozpoczynał w rezerwach Getafe, skąd później przeniósł się do rezerw Atletico Madryt. W 2010r. rojblancos powołało go do pierwszej drużyny. Wraz z tym klubem dwukrotnie wygrał Ligę Europejską. Zdobył także Superpuchar Europy w 2010r. Zimą 2013r. został wypożyczony do Wigan Athletic. Z tą drużyną wygrał rozgrywki FA Cup, gdzie zagrał przez cały mecz i zachował czyste konto. Potem przeniósł się do Evertonu.  

## Kariera reprezentacyjna
Robles grał także w młodzieżowych drużynach narodowych. Grał w reprezentacji Hiszpanii U-15,U-16,U-16 U-21 i U-23. 

## Sukcesy
Atletico Madryt
- Liga Europy (2x): 2009–10, 2011–12
- Superpuchar Europy (1x): 2010

Wigan Athletic
- FA Cup (1x): 2012/13

Reprezentacja Hiszpanii U-21
- Mistrzostwo Europy U-21 (1x): 2013